# 查尔斯·霍默·哈斯金斯
查尔斯·霍默·哈斯金斯（1870年12月21日—1937年5月14日）是一位美国中世纪历史学家，哈佛大学教授，主要作品有《大学的兴起》（The Rise of Universities）、《12世纪文艺复兴》（The Renaissance of the Twelfth Century）等。